# Powell (Alabama)
Powell – miasto w Stanach Zjednoczonych, w stanie Alabama, w hrabstwie DeKalb. W roku 2023 miasto zamieszkiwały 924 osoby, a gęstość zaludnienia wynosiła 72,2 osoby/km².